# Kuremaa
Koordinaten: 58° 44′ N, 26° 32′ O
Kuremaa (deutsch Jensel) ist ein Dorf (estnisch alevik) in der estnischen Landgemeinde Jõgeva (Jõgeva vald) im Kreis Jõgeva. Kuremaa liegt etwa 10 km von der Stadt Jõgeva entfernt. Das Dorf hat 407 Einwohner (Stand 2006).

## Gut und Herrenhaus von Kuremaa

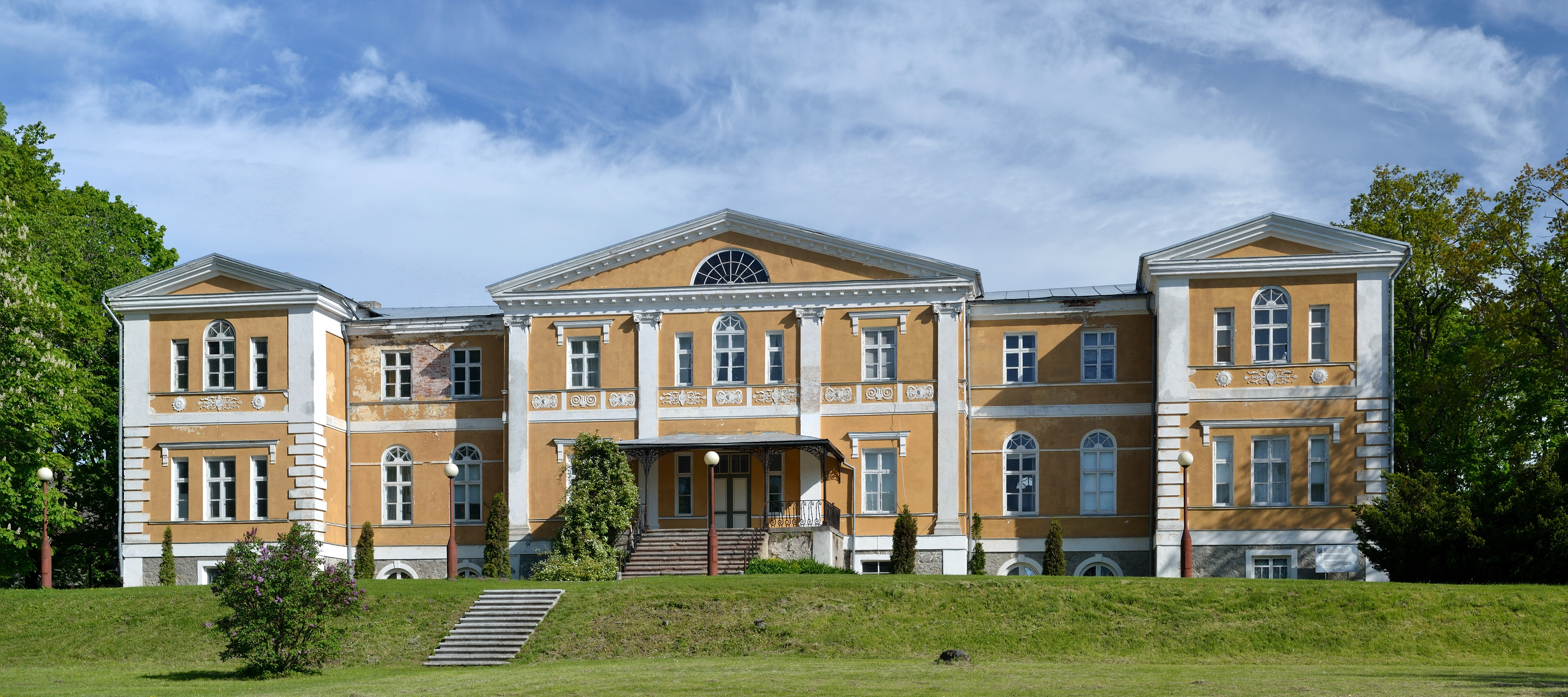
Herrenhaus

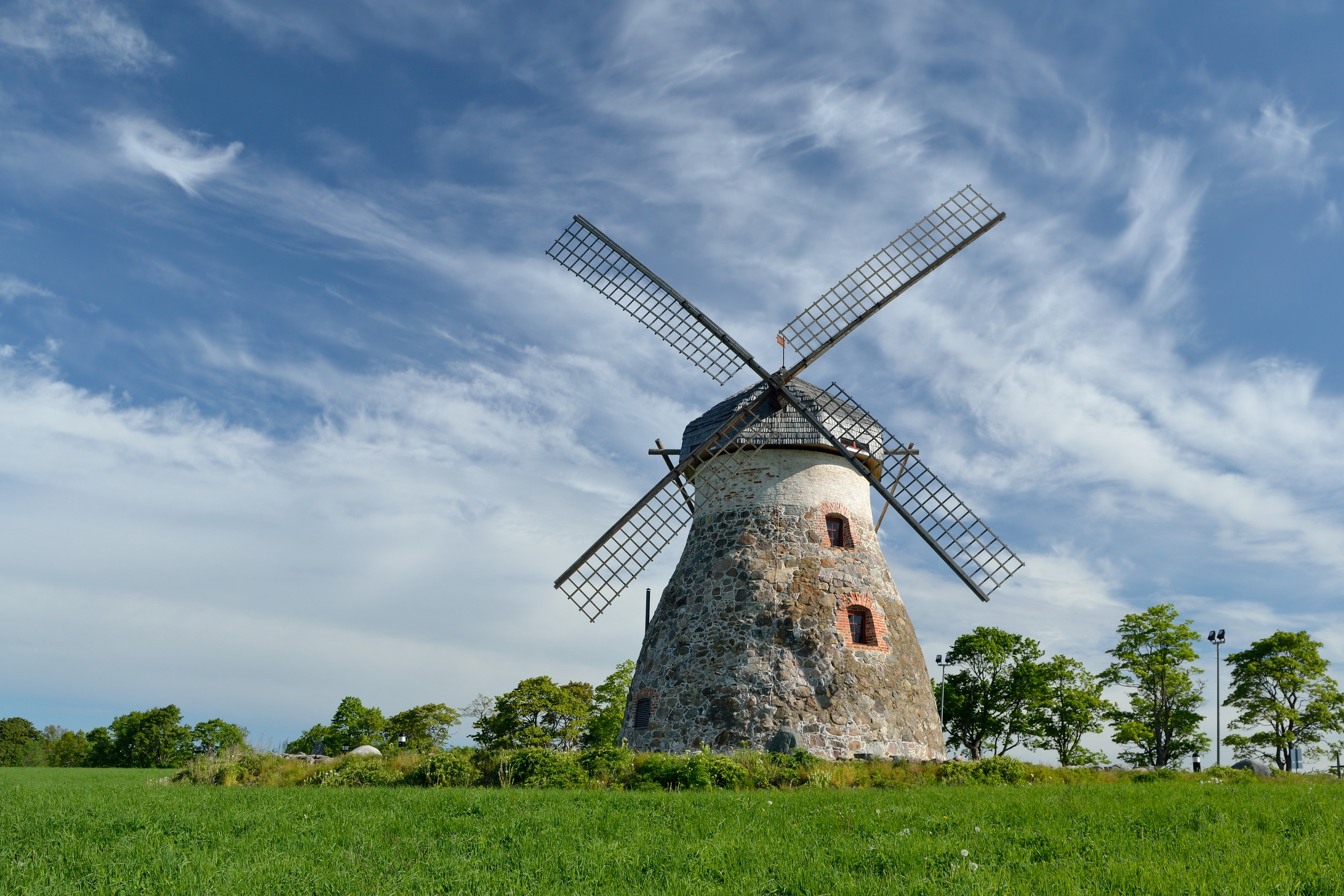
Windmühle

Historische Aufnahme des Herrenhauses von Kuremaa (nach 1935)

Kuremaa ist vor allem für seinen historischen Gutshof (Kuremaa mõis) bekannt, der vor dem Ersten Weltkrieg das wirtschaftliche Zentrum des Ortes bildete. Er wurde vor dem Livländischen Krieg Mitte des 16. Jahrhunderts von dem deutsch-schwedischen Adligen Johann Wrangell gegründet.
Ab 1843 stand das Gut im Eigentum der deutschbaltischen Adelsfamilie von Oettingen, die es gemäß den modernsten Erkenntnissen der Zeit bewirtschaftete. Die Produkte fanden auch überregional auf dem Markt von Sankt Petersburg Absatz. In Kuremaa entstanden bereits Mitte des 19. Jahrhunderts ein geschlossenes Entwässerungssystem sowie die erste Milchzuckerfabrik des russischen Reichs.
Das repräsentative heutige Herrenhaus wurde zwischen 1837 und 1843 nach Plänen des Tartuer Architekten E. J. T. Strauss errichtet. Nach der estnischen Landreform 1919 wurde darin 1934 eine landwirtschaftliche Lehranstalt eingerichtet. Ein Jahr später wurden die Verbindungsgalerien zwischen Haupthaus und Seitenflügeln um eine weitere Etage aufgestockt. Ein Brand beschädigte 1986 das Gebäude schwer. Es wurde anschließend aber wieder aufgebaut. Im Herrenhaus befindet sich heute ein kleines Museum zur Geschichte des Guts und der Umgebung. Etwa zwei Kilometer vom Gut entfernt liegt der kleine Friedhof der Familie von Oettingen, den der Landschaftsarchitekt Walter von Engelhardt 1899 angelegt hat. Die Kapelle verbindet neoklassizistische und neogotische Stilelemente.

## Kuremaa järv
Das Herrenhaus von Kuremaa ist von einem artenreichen Park umgeben, der am Nordrand des Sees Kuremaa järv liegt. Der See hat eine Fläche von 397 Hektar und ist bis zu 13,3 m tief. Am nördlichen und nordöstlichen Ufer wurde 1992 ein Naturschutzgebiet eingerichtet. Dort steht auch die historische Windmühle von Kuremaa, die vor einigen Jahren renoviert wurde und einen Ausblick auf die Seelandschaft bietet.